# Robert Jaugstetter
Robert „Bob“ Jaugstetter (* 15. Juni 1948 in Savannah, Georgia) ist ein ehemaliger Steuermann im Rudern aus den Vereinigten Staaten. Er war mit dem Achter Olympiazweiter 1984 und gewann mit dem Vierer mit Steuermann zwei Medaillen bei Weltmeisterschaften.

## Karriere
Jaugstetter steuerte den Vierer mit Steuermann zur Bronzemedaille bei den Panamerikanischen Spielen 1975. Im gleichen Jahr belegte er mit dem Vierer den zehnten Platz bei den Weltmeisterschaften in Nottingham. Bei den Weltmeisterschaften 1977 erreichte er den sechsten Platz mit dem Achter, es folgten der vierte Platz mit dem Vierer 1978 und der fünfte Platz mit dem Achter 1979. 1980 verpasste er die Olympischen Spiele in Moskau wegen des Olympiaboykotts.
1981 steuerte er den amerikanischen Vierer mit Andrew Sudduth, Thomas Woodman, John Everett und Fred Borchelt bei den Weltmeisterschaften in München zur Silbermedaille hinter dem Boot aus der DDR. Im Jahr darauf siegte bei den Weltmeisterschaften in Luzern das Boot aus der DDR vor dem Boot aus der Tschechoslowakei. Dahinter erkämpften Andrew Sudduth, Charles Altekruse, John Everett und Fred Borchelt mit Robert Jaugstetter die Bronzemedaille. Bei den Weltmeisterschaften 1983 in Duisburg ruderte Thomas Darling gemeinsam mit Sudduth, Everett, Borchelt und Jaugstetter, die Crew belegte den siebten Platz. 1984 rückten Sudduth, Darling, Borchelt und Jaugstetter in den Achter. Der US-Achter in der Besetzung Walter Lubsen, Sudduth, John Terwilliger, Christopher Penny, Darling, Borchelt, Charles Clapp, Bruce Ibbetson und Jaugstetter gewann in Los Angeles seinen Vorlauf, den anderen Vorlauf gewannen die Neuseeländer. Im Finale siegten die Kanadier mit vier Zehntelsekunden Vorsprung vor dem Boot aus den Vereinigten Staaten und den Australiern, die Neuseeländer erreichten nur den vierten Platz.
Der 1,59 m große Jaugstetter graduierte 1970 an der Saint Joseph’s University. Neben und nach seiner aktiven Laufbahn war er als Rudertrainer tätig. Zunächst trainierte er den Nachwuchs an der Saint Joseph’s University, später war er an der Wichita State University und an der Northeastern University. Ab 1985 coachte er über dreißig Jahre die Ruderer der Tulane University in New Orleans.